# Fissidens laxetexturatus
Fissidens laxetexturatus är en bladmossart som beskrevs av Bruggeman-nannenga 1987. Fissidens laxetexturatus ingår i släktet fickmossor, och familjen Fissidentaceae. Inga underarter finns listade i Catalogue of Life.